# Liste der Kirchengebäude im Dekanat Hauzenberg
Liste der Kirchengebäude im Dekanat Hauzenberg im Bistum Passau.

## Liste der Kirchengebäude
| Bild    | Pfarrkirche                                   | Ort                                                                       | Patrozinium                  | Pfarrverband                       | Nebenkirchen und Kapellen | Orden | Anmerkungen |
| ------- | --------------------------------------------- | ------------------------------------------------------------------------- | ---------------------------- | ---------------------------------- | --- | ----- | --- |
| weitere | Pfarrkirche Breitenberg                       | Breitenberg Liste der Baudenkmäler in Breitenberg (Niederbayern)          | Raymund von Penaforte        | Breitenberg - Sonnen               | Filialkirche Mariä Heimsuchung in Rastbüchl |       | |
|         | Pfarrkirche                                   | Sonnen Liste der Baudenkmäler in Sonnen                                   | Mariä Himmelfahrt            | Breitenberg - Sonnen               | Kirche in Schauberg Kapelle in Thierham |       | |
|         | Pfarrkirche                                   | Germannsdorf in Hauzenberg                                                | Christkönig                  | Germannsdorf - Haag - Hauzenberg   | |       | 1951 mit Alfons Hornsteiner aus Passau erbaut.                                                                           |
|         | Pfarrkirche                                   | Haag in Hauzenberg                                                        | Nikolaus                     | Germannsdorf - Haag - Hauzenberg   | |       | Zwei Figuren von Otto Zirnbauer (1947).                                                                                  |
| weitere | St. Vitus (Hauzenberg)                        | Hauzenberg Liste der Baudenkmäler in Hauzenberg                           | Vitus                        | Germannsdorf - Haag - Hauzenberg   | Weilerkapelle in Aubach Kapelle in Freudensee Kapelle in Glotzing Wegkapelle in Jahrdorf Wegkapelle in Kaindlmühle Ortskapelle in Kollersberg Dorfkapelle in Kramersdorf Wegkapelle in Lacken Kapelle in Petzenberg Waldkapelle in Raßberg Bründl-Kapelle in Steinberg |       | Im Chor spätgotischer Freudenseer Flügelaltar (1490) von Rueland Frueauf der Ältere aus der Kapelle der Burg Freudensee. |
|         | Pfarrkirche                                   | Büchlberg Liste der Baudenkmäler in Büchlberg                             | Ulrich                       | Büchlberg - Denkhof - Hutthurm     | Kapelle in Büchlberg Ortskapelle in Saderreut |       | |
| weitere | Expositurkirche                               | Denkhof                                                                   | Laurentius                   | Büchlberg - Denkhof - Hutthurm     | |       | |
|         | Pfarrkirche                                   | Hutthurm Liste der Baudenkmäler in Hutthurm                               | Martin                       | Büchlberg - Denkhof - Hutthurm     | Kapelle in Gaisbach Kapelle in Großthannensteig Kirche Maria Magdalena in Hötzdorf Ortskapelle in München Ortskapelle in Niederpretz Ortskapelle in Tragenreuth Ortskapelle in Wimperstadl |       | |
|         | Pfarrkirche                                   | Kellberg (Thyrnau) in Thyrnau                                             | Blasius von Sebaste          | Kellberg - Thyrnau                 | Nebenkirche Friedhofskapelle St. Leonhard |       | |
| weitere | Pfarrkirche St. Franz Xaver (Thyrnau)         | Thyrnau Liste der Baudenkmäler in Thyrnau                                 | Franz Xaver                  | Kellberg - Thyrnau                 | Kloster Thyrnau mit Klosterkirche St. Joseph in Thyrnau Kirche St. Christophorus in Thyrnau Loretokapelle (Thyrnau) Kapelle in Donauwetzdorf Kapelle in Eggersdorf Kapelle in Kelchham Kapelle in Papiermühle |       | |
|         | Pfarrkirche St. Martin (Neukirchen vorm Wald) | Neukirchen vorm Wald Liste der Baudenkmäler in Neukirchen vorm Wald       | Martin                       | Neukirchen vorm Wald - Ruderting   | Kapelle in Geiermühle Kirche in Kolomann Kapelle in Waldenreut |       | |
|         | Pfarrkirche                                   | Ruderting                                                                 | Joseph                       | Neukirchen vorm Wald - Ruderting   | Holzkapelle in Attenberg Kapelle in Rockerfing |       | |
| weitere | Marktkirche Obernzell                         | Obernzell Liste der Baudenkmäler in Obernzell                             | Mariä Himmelfahrt            | Obernzell - Schaibing              | Wegkapelle in Hametstellen Ehem. Pfarrkirche und Friedhofskirche St. Margarete Kapelle in Haar Kapelle in Hammermühle Weilerkapelle in Matzenberg Holzkapelle in Öd Dorfkapelle in Rackling Holzkapelle in Steinöd |       | |
|         | Pfarrkirche                                   | Schaibing (Untergriesbach)                                                | Josef                        | Obernzell - Schaibing              | |       | |
|         | Pfarrkirche                                   | Salzweg Liste der Baudenkmäler in Salzweg                                 | Rupert von Salzburg          | Salzweg - Straßkirchen             | |       | |
|         | Pfarrkirche                                   | Straßkirchen (Salzweg) in Salzweg                                         | Ägidius                      | Salzweg – Straßkirchen             | |       | |
|         | Pfarrkirche                                   | Kirchberg vorm Wald in Tiefenbach (bei Passau)                            | Johannes der Täufer          | Kirchberg vorm Wald – Tiefenbach   | |       | |
|         | Pfarrkirche                                   | Tiefenbach (bei Passau) Liste der Baudenkmäler in Tiefenbach (bei Passau) | Margareta                    | Kirchberg vorm Wald – Tiefenbach   | |       | |
| weitere | Pfarrkirche                                   | Gottsdorf (Untergriesbach)                                                | Jakobus der Ältere           | Gottsdorf – Untergriesbach         | Kapelle in Kaltenbrunn |       | |
| weitere | Pfarrkirche                                   | Untergriesbach Liste der Baudenkmäler in Untergriesbach                   | Michael                      | Gottsdorf – Untergriesbach         | Kirche St. Johannes der Täufer bzw. Röhrndlkapelle in Untergriesbach Kapelle in Dienberg Kapelle in Glotzing Weilerkapelle in Grub Kapelle in Kronawitten Kapelle mit Dachreiter in Leizesberg Kapelle in Linden Kapelle in Mitterreut Kapelle in Niederndorf Kapelle in Pfaffenreut Kapelle in Rampersdorf Ebenstein-Kapelle in Riedl Kapelle in Schaibing Kapelle in Taubing Kapelle in Unteröd Zwei Kapellen in Ziering |       | |
|         | Pfarrkirche                                   | Thalberg (Wegscheid) in Wegscheid                                         | Unbefleckte Empfängnis Mariä | Thalberg – Wegscheid – Wildenranna | |       | |
| weitere | Pfarrkirche                                   | Wegscheid Liste der Baudenkmäler in Wegscheid                             | Johannes der Täufer          | Thalberg – Wegscheid – Wildenranna | Wasserkapelle in Wegscheid Friedhofskapelle St. Anna in Wegscheid Johanniskapelle in Wegscheid Kapelle in Kasberg Wegkapelle in Kohlstatt Ortskapelle in Maierhof Feldkapelle in Meßnerschlagerwaide Ortskapelle in Pölzöd Kapelle in Stüblhäuser |       | |
| weitere | Pfarrkirche                                   | Wildenranna                                                               | Maria Schmerzensmutter       | Thalberg – Wegscheid – Wildenranna | |       | |